# Đám mây phân tử
Một đám mây phân tử, đôi khi được gọi là vườn ươm sao (nếu sự hình thành sao đang diễn ra bên trong) là một loại đám mây liên sao, mật độ và kích thước cho phép tinh vân tối hình thành các phân tử (phổ biến nhất là phân tử hydro, H2), và hình thành các vùng H II. Điều này trái ngược với các khu vực khác của môi trường liên sao chứa chủ yếu là plasma.
Phân tử hydro rất khó phát hiện bằng quan sát hồng ngoại và vô tuyến, do đó, các phân tử thường được sử dụng để xác định sự hiện diện của H2 là carbon monoxide (CO). Tỷ lệ giữa độ sáng của CO và khối lượng của H2 được cho là không đổi, mặc dù có lý do để nghi ngờ giả định này trong các quan sát về một số thiên hà khác.